# NGC 5316
NGC 5316 (другие обозначения — OCL 913, ESO 133-SC6) — рассеянное скопление в созвездии Центавр.
Этот объект входит в число перечисленных в оригинальной редакции «Нового общего каталога».